# سیارک ۸۷۳۹
سیارک ۸۷۳۹ (به انگلیسی: 8739 Morihisa، نامگذاری:1997BE3) هشت هزار و هفتصد و سی و نهمین سیارک کشف شده‌است که در ۳۰ ژانویه ۱۹۹۷ کشف شد.
قدر مطلق سیارک برابر ۴۶.۷ است.